# Certhiaxis cinnamomeus
Certhiaxis cinnamomeus е вид птица от семейство Furnariidae.

## Разпространение
Видът е разпространен в Аржентина, Боливия, Бразилия, Колумбия, Френска Гвиана, Гвиана, Парагвай, Перу, Суринам, Тринидад и Тобаго, Уругвай и Венецуела.